# Copa del Mundo de Luge
La Copa del Mundo de Luge es una competición anual organizada por la Federación Internacional de Luge por primera vez en la temporada 1977-78.

## Hombres individual
| Temporada | Ganador                                              | Segundo                                   | Tercero                                                           |
| --------- | ---------------------------------------------------- | ----------------------------------------- | ----------------------------------------------------------------- |
| 1977/78   | Anton Winkler Alemania Occidental                    | Paul Hildgartner · Italia                 | Manfred Schmid · Austria · Gerhard Böhmer · Alemania Occidental   |
| 1978/79   | Paul Hildgartner · Italia                            | Hansjörg Raffl · Italia                   | Karl Brunner · Italia                                             |
| 1979/80   | Ernst Haspinger · Italia                             | Karl Brunner · Italia                     | Georg Fluckinger · Austria                                        |
| 1980/81   | Ernst Haspinger · Italia · Paul Hildgartner · Italia |                                           | Karl Brunner · Italia                                             |
| 1981/82   | Ernst Haspinger · Italia                             | Sergej Danilin Unión Soviética            | Michael Walter República Democrática Alemana                      |
| 1982/83   | Paul Hildgartner · Italia                            | Sergej Danilin Unión Soviética            | Ernst Haspinger · Italia                                          |
| 1983/84   | Michael Walter República Democrática Alemana         | Norbert Huber · Italia                    | Jurij Charčenko Unión Soviética                                   |
| 1984/85   | Norbert Huber · Italia                               | Markus Prock · Austria                    | Gerhard Sandbichler · Austria · Wolfgang Schädler · Liechtenstein |
| 1985/86   | Norbert Huber · Italia                               | Johannes Schettel Alemania Occidental     | Paul Hildgartner · Italia                                         |
| 1986/87   | Norbert Huber · Italia                               | René Friedl República Democrática Alemana | Markus Prock · Austria · Paul Hildgartner · Italia                |
| 1987/88   | Markus Prock · Austria                               | Jurij Charčenko Unión Soviética           | Jens Müller República Democrática Alemana                         |
| 1988/89   | Georg Hackl Alemania Occidental                      | Jens Müller República Democrática Alemana | Johannes Schettel Alemania Occidental                             |
| 1989/90   | Georg Hackl Alemania Occidental                      | Markus Prock · Austria                    | Norbert Huber · Italia                                            |
| 1990/91   | Markus Prock · Austria                               | Georg Hackl · Alemania                    | Jens Müller · Alemania                                            |
| 1991/92   | Markus Prock · Austria                               | Duncan Kennedy Estados Unidos             | Georg Hackl · Alemania                                            |
| 1992/93   | Markus Prock · Austria                               | Georg Hackl · Alemania                    | Duncan Kennedy Estados Unidos                                     |
| 1993/94   | Markus Prock · Austria                               | Duncan Kennedy Estados Unidos             | Georg Hackl · Alemania                                            |
| 1994/95   | Markus Prock · Austria                               | Armin Zöggeler · Italia                   | Jens Müller · Alemania                                            |
| 1995/96   | Markus Prock · Austria                               | Armin Zöggeler · Italia                   | Georg Hackl · Alemania                                            |
| 1996/97   | Markus Prock · Austria                               | Jens Müller · Alemania                    | Wilfried Huber · Italia                                           |
| 1997/98   | Armin Zöggeler · Italia                              | Norbert Huber · Italia                    | Gerhard Gleirscher · Austria                                      |
| 1998/99   | Markus Prock · Austria                               | Georg Hackl · Alemania                    | Jens Müller · Alemania                                            |
| 1999/00   | Armin Zöggeler · Italia                              | Jens Müller · Alemania                    | Georg Hackl · Alemania                                            |
| 2000/01   | Armin Zöggeler · Italia                              | Georg Hackl · Alemania                    | Markus Prock · Austria                                            |
| 2001/02   | Markus Prock · Austria                               | Armin Zöggeler · Italia                   | Georg Hackl · Alemania                                            |
| 2002/03   | Markus Kleinheinz · Austria                          | Georg Hackl · Alemania                    | Armin Zöggeler · Italia                                           |
| 2003/04   | Armin Zöggeler · Italia                              | Georg Hackl · Alemania                    | David Möller · Alemania                                           |
| 2004/05   | Al'bert Demčenko · Rusia                             | Georg Hackl · Alemania                    | Markus Kleinheinz · Austria · David Möller · Alemania             |
| 2005/06   | Armin Zöggeler · Italia                              | David Möller · Alemania                   | Tony Benshoof Estados Unidos                                      |
| 2006/07   | Armin Zöggeler · Italia                              | David Möller · Alemania                   | Reinhold Rainer · Italia                                          |
| 2007/08   | Armin Zöggeler · Italia                              | David Möller · Alemania                   | Al'bert Demčenko · Rusia                                          |
| 2008/09   | Armin Zöggeler · Italia                              | David Möller · Alemania                   | Jan Eichhorn · Alemania                                           |
| 2009/10   | Armin Zöggeler · Italia                              | Al'bert Demčenko · Rusia                  | Felix Loch · Alemania                                             |
| 2010/11   | Armin Zöggeler · Italia                              | Felix Loch · Alemania                     | Al'bert Demčenko · Rusia                                          |
| 2011/12   | Felix Loch · Alemania                                | Andi Langenhan · Alemania                 | David Möller · Alemania                                           |
| 2012/13   | Felix Loch · Alemania                                | Andi Langenhan · Alemania                 | David Möller · Alemania                                           |
| 2013/14   | Felix Loch · Alemania                                | Armin Zöggeler · Italia                   | Dominik Fischnaller · Italia                                      |
| 2014/15   | Felix Loch · Alemania                                | Andi Langenhan · Alemania                 | Wolfgang Kindl · Austria                                          |
| 2015/16   | Felix Loch · Alemania                                | Wolfgang Kindl · Austria                  | Christopher Mazdzer Estados Unidos                                |
| 2016/17   | Roman Repilov · Rusia                                | Felix Loch · Alemania                     | Wolfgang Kindl · Austria                                          |
| 2017/18   | Felix Loch · Alemania                                | Wolfgang Kindl · Austria                  | Roman Repilov · Rusia                                             |
| 2018/19   | Semën Pavličenko · Rusia                             | Roman Repilov · Rusia                     | Felix Loch · Alemania                                             |

## Mujeres individual
| Temporada | Ganadora                                                                                  | Segunda                                       | Tercera |
| --------- | ----------------------------------------------------------------------------------------- | --------------------------------------------- | --- |
| 1977/78   | Regina König Alemania Occidental                                                          | Andrea Fendt Alemania Occidental              | Angelika Schafferer · Austria, · Margit Schumann · República Democrática Alemana · Roswita Stenzel · República Democrática Alemana |
| 1978/79   | Angelika Schafferer · Austria                                                             | Marie-Luise Rainer · Italia                   | Christine Brunner · Austria |
| 1979/80   | Angelika Schafferer · Austria                                                             | Bettina Schmidt República Democrática Alemana | Christine Brunner · Austria |
| 1980/81   | Angelika Schafferer · Austria                                                             | Monika Auer · Italia                          | Marie-Luise Rainer · Italia |
| 1981/82   | Vera Zozulja Unión Soviética                                                              | Marie-Luise Rainer · Italia                   | Monika Auer · Italia |
| 1982/83   | Ute Weiß República Democrática Alemana                                                    | Ingrīda Amantova Unión Soviética              | Melitta Sollmann República Democrática Alemana                                                                                     |
| 1983/84   | Steffi Martin República Democrática Alemana Bettina Schmidt República Democrática Alemana |                                               | Ute Weiß República Democrática Alemana                                                                                             |
| 1984/85   | Cerstin Schmidt República Democrática Alemana                                             | Ute Oberhoffner República Democrática Alemana | Marie-Luise Rainer · Italia |
| 1985/86   | Marie-Luise Rainer · Italia                                                               | Cerstin Schmidt República Democrática Alemana | Ute Oberhoffner República Democrática Alemana                                                                                      |
| 1986/87   | Cerstin Schmidt República Democrática Alemana                                             | Marie-Luise Rainer · Italia                   | Gabriele Kohlisch República Democrática Alemana Bonny Warner Estados Unidos                                                        |
| 1987/88   | Julija Antipova Unión Soviética                                                           | Marie-Luise Rainer · Italia                   | Gabriele Kohlisch República Democrática Alemana                                                                                    |
| 1988/89   | Ute Oberhoffner República Democrática Alemana                                             | Gerda Weissensteiner · Italia                 | Julija Antipova Unión Soviética |
| 1989/90   | Julija Antipova SUN 1980-1991                                                             | Gerda Weissensteiner · Italia                 | Jana Bode Alemania Occidental |
| 1990/91   | Susi Erdmann · Alemania                                                                   | Gerda Weissensteiner · Italia                 | Gabriele Kohlisch · Alemania |
| 1991/92   | Susi Erdmann · Alemania                                                                   | Cammy Myler Estados Unidos                    | Doris Neuner · Austria · Gabriele Kohlisch · Alemania                                                                              |
| 1992/93   | Gerda Weissensteiner · Italia                                                             | Doris Neuner · Austria                        | Andrea Tagwerker · Austria |
| 1993/94   | Gabriele Kohlisch · Alemania                                                              | Jana Bode · Alemania                          | Andrea Tagwerker · Austria · Susi Erdmann · Alemania                                                                               |
| 1994/95   | Sylke Otto · Alemania                                                                     | Gabriele Kohlisch · Alemania                  | Jana Bode · Alemania |
| 1995/96   | Jana Bode · Alemania                                                                      | Gerda Weissensteiner · Italia                 | Gabriele Kohlisch · Alemania |
| 1996/97   | Andrea Tagwerker · Austria                                                                | Angelika Neuner · Austria                     | Jana Bode · Alemania |
| 1997/98   | Gerda Weissensteiner · Italia                                                             | Silke Kraushaar · Alemania                    | Cammy Myler Estados Unidos |
| 1998/99   | Silke Kraushaar · Alemania                                                                | Sylke Otto · Alemania                         | Barbara Niedernhuber · Alemania |
| 1999/00   | Sylke Otto · Alemania                                                                     | Silke Kraushaar · Alemania                    | Barbara Niedernhuber · Alemania |
| 2000/01   | Silke Kraushaar · Alemania                                                                | Sylke Otto · Alemania                         | Angelika Neuner · Austria |
| 2001/02   | Silke Kraushaar · Alemania                                                                | Sylke Otto · Alemania                         | Barbara Niedernhuber · Alemania |
| 2002/03   | Sylke Otto · Alemania                                                                     | Silke Kraushaar · Alemania                    | Barbara Niedernhuber · Alemania |
| 2003/04   | Sylke Otto · Alemania                                                                     | Silke Kraushaar · Alemania                    | Barbara Niedernhuber · Alemania |
| 2004/05   | Barbara Niedernhuber · Alemania                                                           | Silke Kraushaar · Alemania                    | Sylke Otto · Alemania |
| 2005/06   | Silke Kraushaar · Alemania                                                                | Sylke Otto · Alemania                         | Tatjana Hüfner · Alemania |
| 2006/07   | Silke Kraushaar-Pielach · Alemania                                                        | Tatjana Hüfner · Alemania                     | Anke Wischnewski · Alemania |
| 2007/08   | Tatjana Hüfner · Alemania                                                                 | Silke Kraushaar-Pielach · Alemania            | Natalie Geisenberger · Alemania |
| 2008/09   | Tatjana Hüfner · Alemania                                                                 | Natalie Geisenberger · Alemania               | Anke Wischnewski · Alemania |
| 2009/10   | Tatjana Hüfner · Alemania                                                                 | Natalie Geisenberger · Alemania               | Anke Wischnewski · Alemania |
| 2010/11   | Tatjana Hüfner · Alemania                                                                 | Natalie Geisenberger · Alemania               | Anke Wischnewski · Alemania |
| 2011/12   | Tatjana Hüfner · Alemania                                                                 | Natalie Geisenberger · Alemania               | Anke Wischnewski · Alemania |
| 2012/13   | Natalie Geisenberger · Alemania                                                           | Anke Wischnewski · Alemania                   | Tatjana Hüfner · Alemania |
| 2013/14   | Natalie Geisenberger · Alemania                                                           | Alex Gough · Canadá                           | Tatjana Hüfner · Alemania |
| 2014/15   | Natalie Geisenberger · Alemania                                                           | Dajana Eitberger · Alemania                   | Tatjana Hüfner · Alemania |
| 2015/16   | Natalie Geisenberger · Alemania                                                           | Tat'jana Ivanova · Rusia                      | Tatjana Hüfner · Alemania |
| 2016/17   | Natalie Geisenberger · Alemania                                                           | Tatjana Hüfner · Alemania                     | Tat'jana Ivanova · Rusia |
| 2017/18   | Natalie Geisenberger · Alemania                                                           | Dajana Eitberger · Alemania                   | Summer Britcher Estados Unidos |
| 2018/19   | Natalie Geisenberger · Alemania                                                           | Julia Taubitz · Alemania                      | Summer Britcher Estados Unidos |

## Hombres parejas
| Temporada | Ganadores                                                                                       | Segundos                                                                               | Terceros                                                                                       |
| --------- | ----------------------------------------------------------------------------------------------- | -------------------------------------------------------------------------------------- | ---------------------------------------------------------------------------------------------- |
| 1977/78   | Peter Gschnitzer · Karl Brunner · Italia                                                        | Hans Brandner Balthasar Schwarm Alemania Occidental                                    | Stefan Hölzlwimmer Rudolf Größwang Alemania Occidental                                         |
| 1978/79   | Peter Gschnitzer · Karl Brunner · Italia                                                        | Georg Fluckinger · Karl Schrott · Austria                                              | Hans Brandner Balthasar Schwarm Alemania Occidental                                            |
| 1979/80   | Günther Lemmerer · Reinhold Sulzbacher · Austria                                                | Georg Fluckinger · Karl Schrott · Austria                                              | Peter Gschnitzer · Karl Brunner · Italia                                                       |
| 1980/81   | Günther Lemmerer · Reinhold Sulzbacher · Austria                                                | Hansjörg Raffl · Karl Brunner · Italia                                                 | Hans Stangassinger Franz Wembacher Alemania Occidental                                         |
| 1981/82   | Günther Lemmerer · Reinhold Sulzbacher · Austria · Georg Fluckinger · Franz Wilhelmer · Austria |                                                                                        | Juris Ėjsaks Ėjnars Vejkša Unión Soviética                                                     |
| 1982/83   | Hansjörg Raffl · Norbert Huber · Italia                                                         | Hans Stangassinger Franz Wembacher Alemania Occidental                                 | Thomas Schwab Wolfgang Staudinger Alemania Occidental Juris Ėjsaks Ėjnars Vejkša SUN 1980-1991 |
| 1983/84   | Jörg Hoffmann Jochen Pietzsch República Democrática Alemana                                     | Georg Fluckinger · Franz Wilhelmer · Austria · Hansjörg Raffl · Norbert Huber · Italia |                                                                                                |
| 1984/85   | Hansjörg Raffl · Norbert Huber · Italia                                                         | Georg Fluckinger · Franz Wilhelmer · Austria                                           | Rene Keller Lutz Kühnlenz República Democrática Alemana                                        |
| 1985/86   | Hansjörg Raffl · Norbert Huber · Italia                                                         | Thomas Schwab Wolfgang Staudinger Alemania Occidental                                  | Stefan Ilsanker Georg Hackl Alemania Occidental                                                |
| 1986/87   | Thomas Schwab Wolfgang Staudinger Alemania Occidental                                           | Stefan Ilsanker Georg Hackl Alemania Occidental                                        | Hansjörg Raffl · Norbert Huber · Italia                                                        |
| 1987/88   | Evgenij Belousov Aleksandr Beljakov SUN 1980-1991                                               | Stefan Ilsanker Georg Hackl Alemania Occidental                                        | Hansjörg Raffl · Norbert Huber · Italia e · Vitalij Mel'nik · Dmitrij Alekseev · SUN 1980-1991 |
| 1988/89   | Hansjörg Raffl · Norbert Huber · Italia                                                         | Stefan Krauße Jan Behrendt República Democrática Alemana                               | Jörg Hoffmann Jochen Pietzsch República Democrática Alemana                                    |
| 1989/90   | Hansjörg Raffl · Norbert Huber · Italia                                                         | Kurt Brugger · Wilfried Huber · Italia                                                 | Stefan Ilsanker Georg Hackl Alemania Occidental                                                |
| 1990/91   | Hansjörg Raffl · Norbert Huber · Italia                                                         | Stefan Krauße · Jan Behrendt · Alemania                                                | Kurt Brugger · Wilfried Huber · Italia                                                         |
| 1991/92   | Hansjörg Raffl · Norbert Huber · Italia                                                         | Yves Mankel · Thomas Rudolph · Alemania                                                | Stefan Krauße · Jan Behrendt · Alemania                                                        |
| 1992/93   | Hansjörg Raffl · Norbert Huber · Italia                                                         | Kurt Brugger · Wilfried Huber · Italia                                                 | Stefan Krauße · Jan Behrendt · Alemania                                                        |
| 1993/94   | Stefan Krauße · Jan Behrendt · Alemania                                                         | Markus Schiegl · Tobias Schiegl · Austria                                              | Steffen Skel · Steffen Wöller · Alemania                                                       |
| 1994/95   | Stefan Krauße · Jan Behrendt · Alemania                                                         | Kurt Brugger · Wilfried Huber · Italia                                                 | Christopher Thorpe Gordon Sheer Estados Unidos                                                 |
| 1995/96   | Stefan Krauße · Jan Behrendt · Alemania                                                         | Yves Mankel · Thomas Rudolph · Alemania                                                | Christopher Thorpe Gordon Sheer Estados Unidos                                                 |
| 1996/97   | Christopher Thorpe Gordon Sheer Estados Unidos                                                  | Gerhard Plankensteiner · Oswald Haselrieder · Italia                                   | Markus Schiegl · Tobias Schiegl · Austria                                                      |
| 1997/98   | Mark Grimmette Brian Martin Estados Unidos                                                      | Kurt Brugger · Wilfried Huber · Italia                                                 | Gerhard Plankensteiner · Oswald Haselrieder · Italia                                           |
| 1998/99   | Mark Grimmette Brian Martin Estados Unidos                                                      | Markus Schiegl · Tobias Schiegl · Austria                                              | Patric Leitner · Alexander Resch · Alemania                                                    |
| 1999/00   | Patric Leitner · Alexander Resch · Alemania                                                     | Steffen Skel · Steffen Wöller · Alemania                                               | Mark Grimmette Brian Martin Estados Unidos                                                     |
| 2000/01   | Steffen Skel · Steffen Wöller · Alemania                                                        | André Florschütz · Torsten Wustlich · Alemania                                         | Patric Leitner · Alexander Resch · Alemania                                                    |
| 2001/02   | Patric Leitner · Alexander Resch · Alemania                                                     | Steffen Skel · Steffen Wöller · Alemania                                               | Markus Schiegl · Tobias Schiegl · Austria                                                      |
| 2002/03   | Mark Grimmette Brian Martin Estados Unidos                                                      | Patric Leitner · Alexander Resch · Alemania                                            | Markus Schiegl · Tobias Schiegl · Austria                                                      |
| 2003/04   | Patric Leitner · Alexander Resch · Alemania                                                     | André Florschütz · Torsten Wustlich · Alemania                                         | Christian Oberstolz · Patrick Gruber · Italia                                                  |
| 2004/05   | Christian Oberstolz · Patrick Gruber · Italia                                                   | André Florschütz · Torsten Wustlich · Alemania                                         | Andreas Linger · Wolfgang Linger · Austria                                                     |
| 2005/06   | Patric Leitner · Alexander Resch · Alemania                                                     | Christian Oberstolz · Patrick Gruber · Italia                                          | André Florschütz · Torsten Wustlich · Alemania                                                 |
| 2006/07   | Patric Leitner · Alexander Resch · Alemania                                                     | Christian Oberstolz · Patrick Gruber · Italia                                          | Gerhard Plankensteiner · Oswald Haselrieder · Italia                                           |
| 2007/08   | Patric Leitner · Alexander Resch · Alemania                                                     | Christian Oberstolz · Patrick Gruber · Italia                                          | Andreas Linger · Wolfgang Linger · Austria                                                     |
| 2008/09   | Christian Oberstolz · Patrick Gruber · Italia                                                   | Patric Leitner · Alexander Resch · Alemania                                            | Andreas Linger · Wolfgang Linger · Austria                                                     |
| 2009/10   | André Florschütz · Torsten Wustlich · Alemania                                                  | Patric Leitner · Alexander Resch · Alemania                                            | Christian Oberstolz · Patrick Gruber · Italia                                                  |
| 2010/11   | Tobias Wendl · Tobias Arlt · Alemania                                                           | Andreas Linger · Wolfgang Linger · Austria                                             | Christian Oberstolz · Patrick Gruber · Italia                                                  |
| 2011/12   | Andreas Linger · Wolfgang Linger · Austria                                                      | Tobias Wendl · Tobias Arlt · Alemania                                                  | Toni Eggert · Sascha Benecken · Alemania                                                       |
| 2012/13   | Tobias Wendl · Tobias Arlt · Alemania                                                           | Toni Eggert · Sascha Benecken · Alemania                                               | Peter Penz · Georg Fischler · Austria                                                          |
| 2013/14   | Tobias Wendl · Tobias Arlt · Alemania                                                           | Toni Eggert · Sascha Benecken · Alemania                                               | Christian Oberstolz · Patrick Gruber · Italia                                                  |
| 2014/15   | Toni Eggert · Sascha Benecken · Alemania                                                        | Tobias Wendl · Tobias Arlt · Alemania                                                  | Andris Šics Juris Šics Letonia                                                                 |
| 2015/16   | Tobias Wendl · Tobias Arlt · Alemania                                                           | Toni Eggert · Sascha Benecken · Alemania                                               | Peter Penz · Georg Fischler · Austria                                                          |
| 2016/17   | Toni Eggert · Sascha Benecken · Alemania                                                        | Tobias Wendl · Tobias Arlt · Alemania                                                  | Matthew Mortensen Jayson Terdiman Estados Unidos                                               |
| 2017/18   | Toni Eggert · Sascha Benecken · Alemania                                                        | Tobias Wendl · Tobias Arlt · Alemania                                                  | Peter Penz · Georg Fischler · Austria                                                          |
| 2018/19   | Toni Eggert · Sascha Benecken · Alemania                                                        | Thomas Steu · Lorenz Koller · Austria                                                  | Tobias Wendl · Tobias Arlt · Alemania                                                          |

## Equipos
| Temporada | Ganadores | Segundos                            | Terceros       |
| --------- | --------- | ----------------------------------- | -------------- |
| 2003/04   | Alemania  | Italia                              | Austria        |
| 2004/05   | Alemania  | Italia                              | Estados Unidos |
| 2005/06   | Italia    | Austria · Alemania · Estados Unidos |                |
| 2006/07   | Alemania  | Canadá                              | Estados Unidos |
| 2007/08   | Alemania  | Estados Unidos                      | Austria        |
| 2008/09   | Alemania  | Austria                             | Estados Unidos |
| 2009/10   | Alemania  | Austria                             | Canadá         |
| 2010/11   | Alemania  | Italia                              | Rusia          |
| 2011/12   | Alemania  | Canadá                              | Rusia          |
| 2012/13   | Alemania  | Italia                              | Estados Unidos |
| 2013/14   | Alemania  | Canadá                              | Estados Unidos |
| 2014/15   | Alemania  | Rusia                               | Estados Unidos |
| 2015/16   | Alemania  | Rusia                               | Estados Unidos |
| 2016/17   | Alemania  | Letonia                             | Rusia          |
| 2017/18   | Alemania  | Austria                             | Canadá         |
| 2018/19   | Alemania  | Rusia                               | Letonia        |